# Venera Padua
Venera Padua (Scicli, 17 aprile 1957) è una politica e medico italiana.

## Biografia
Nasce a Scicli e studia medicina specializzandosi in pediatria a Milano.
Tra gli incontri più decisivi della sua vita ricorda quello avvenuto con don Tonino Bello, il quale ha «rinforzato il suo amore per il vivere civile e sociale e, con esso, particolarmente l’attenzione verso quelli che ancora sgradevolmente denominiamo “gli ultimi”». Per questa sua forte vocazione torna in Sicilia, lasciando il lavoro in un ospedale della Lombardia, «per dare un piccolo contributo al cambiamento di una terra ricca di risorse e potenzialità, ma spesso gravata da piaghe sociali, come la criminalità mafiosa». Dal 1985 al 2001 si impegna così al servizio di volontariato insieme ad associazioni civili e religiose.
Dal 1985 al 1992 lavora come pediatra di base ed attualmente svolge il ruolo di dirigente sanitario dell’ASP di Ragusa presso il Consultorio familiare di Scicli e nel distretto di Modica. Afferma di avere approfondito anche l'omeopatia e la floriterapia.
È anche stata dirigente dell'AVIS e componente del Tavolo Regionale Siciliano delle Donne, nonché della Consulta Nazionale Pari Opportunità dell’Unione delle province d'Italia.

### Carriera politica
Nel 2001 viene eletta nel Consiglio provinciale di Ragusa per la Margherita, di cui è stata segretario provinciale fino alla nascita del Partito Democratico, di cui è socio fondatore. Senza risultare mai eletta si candida anche al Senato per le politiche del 2006 e a sindaco di Scicli nel 2008.
In questi stessi anni si batte per le «problematiche ambientali (contro le trivellazioni del territorio provinciale, il dissesto idrogeologico e, da ultimo, la battaglia contro il MUOS previsto nel territorio di Niscemi), culturali e scolastiche (sicurezza degli edifici e tutela dei minori) e soprattutto del riequilibrio della rappresentanza di genere, organizzando attività sia locali che nazionali, battendosi per la modifica dell’articolo 51 della Costituzione al fine della garanzia delle pari opportunità anche nell’ambito politico». Le sue origini la spingono inoltre ad una particolare attenzione all'agricoltura e alla produzione, principale risorsa economica della provincia di Ragusa.
Alle elezioni politiche del 2013 viene eletta senatrice della XVII legislatura della Repubblica Italiana, in regione Sicilia, nelle liste del Partito Democratico.
Alle politiche del 2018 si candida stavolta alla Camera dei Deputati, senza tuttavia risultare eletta.

## Posizioni politiche

### Temi etici e diritti civili
Si dichiara favorevole alle unioni civili tra persone dello stesso sesso, pur affermando di essere contraria alla stepchild adoption (l'adozione del figlio del partner) in quanto tenderebbe "a considerare diritti dei genitori quelli che sono interessi" e "potrebbe riservare in un futuro chissà quali risvolti o evoluzioni". È inoltre contraria alle adozioni per coppie omogenitoriali, all'estensione delle unioni civili all'istituto giuridico del matrimonio e alla maternità surrogata.